# Tango (singel)
Tango – singel zespołu Maanam promujący zagraniczna płytę Night Patrol, wydany w czerwcu 1984 roku. Jest to anglojęzyczna wersja utworu „To tylko tango” z albumu Nocny Patrol.

## Lista utworów
Strona A
1. „Tango” – 2:32

Strona B
1. „Oh!” – 4:26

## Twórcy
- Kora – śpiew
- Tom Wachtel – tekst
- Marek Jackowski, Ryszard Olesiński – gitary